# Маленький сержант
«Маленький сержант» (рос. «Маленький сержант») — білорусько-чеський художній фільм 1975 року режисера Льва Голуба.

## Сюжет
Одинадцятирічного Бориска фашисти замурували в бочку і кинули в річку. Цю бочку, з написом «Увага — міни!» під вогнем противника витягнув на берег лейтенант Олексій, і хлопчик став сином полку. Через три роки Бориску присвоїли звання сержанта медичної служби.

## У ролях
- Валентин Клименко
- Мирослав Ногінек
- Власта Власакова
- Геннадій Корольков
- Паул Буткевич
- Анатолій Чарноцький
- Олександр Барковський

## Творча група
- Сценарій: Юрій Яковлєв
- Режисер: Лев Голуб
- Оператор: Олег Авдєєв
- Композитор: Ян Таусингер